# Tergipes
Tergipes Cuvier, 1805 è un genere di molluschi nudibranchi, unico genere della famiglia Tergipedidae Bergh, 1889.

## Tassonomia
Il genere comprende le seguenti specie:
- Tergipes antarcticus Pelseneer, 1903
- Tergipes edwardsii Nordmann, 1844
- Tergipes tergipes (Forsskål in Niebuhr, 1775)